# Charles Mooney
Charles Mooney, född den 27 januari 1951, är en amerikansk boxare som tog OS-silver i bantamviktsboxning 1976 i Montréal. Nordkoreanske Gu Yong-Ju besegrade Mooney i finalen med 5-0.